# Juan Manuel Albendea
Juan Manuel Albendea Pabón est un homme politique espagnol, né le 8 juin 1937 à Cabra dans la province andalouse de Cordoue et mort le 2 janvier 2022. 
Membre du Parti populaire, Juan Manuel Albendea a effectué la plupart de sa carrière en Andalousie, et plus particulièrement dans la province de Séville.

## Biographie
Spécialiste en droit des entreprises, Juan Manuel Albendea Pabón est licencié en droit, et titulaire d'un master en haute direction d'entreprises. Parallèlement à sa carrière politique, il s'est consacré à la gestion d'entreprises du secteur financier, dont celle de la banque Bilbao Vizcaya en Andalousie. 
Sur le plan des activités politiques, Juan Manuel Albendea Pabón est membre du Comité exécutif régional du Parti populaire en Andalousie. Il siège au Conseil d'administration de Radio y Televisión de Andalucía en représentation de sa formation. Il est par ailleurs membre du Conseil social de l'Université de Séville.
C'est en 1996 qu'il est, pour la première fois, élu député au Congrès, sous l'étiquette du Parti populaire. Il a depuis lors été réélu à chaque scrutin, en 2000, 2004 et 2008. Au Parlement, il a participé aux travaux de la Commission mixte pour les relations avec la Cour des Comptes, de juin à septembre 2008. Il occupe aujourd'hui le poste deuxième vice-président de la Commission de la Justice, et siège au sein de trois commissions parlementaires : la commission de l'Économie et des Finances, la commission de la Culture, la Commission mixte pour l'Union européenne.

### Famille
Juan Manuel Albendea est marié et père de sept enfants.

### Sources
- Fiche de Juan Manuel Albendea Pabón sur le site du Congrès des députés